# AEGON Open Nottingham 2017
Die AEGON Open Nottingham 2017 waren ein WTA-Tennisturnier der WTA Tour 2017 für Damen und ein ATP-Tennisturnier der ATP Challenger Tour 2017 für Herren in Nottingham und fanden parallel vom 12. bis 18. Juni 2017 statt.

## Damenturnier
→ Qualifikation: AEGON Open Nottingham 2017/Damen/Qualifikation